# Lionbukten

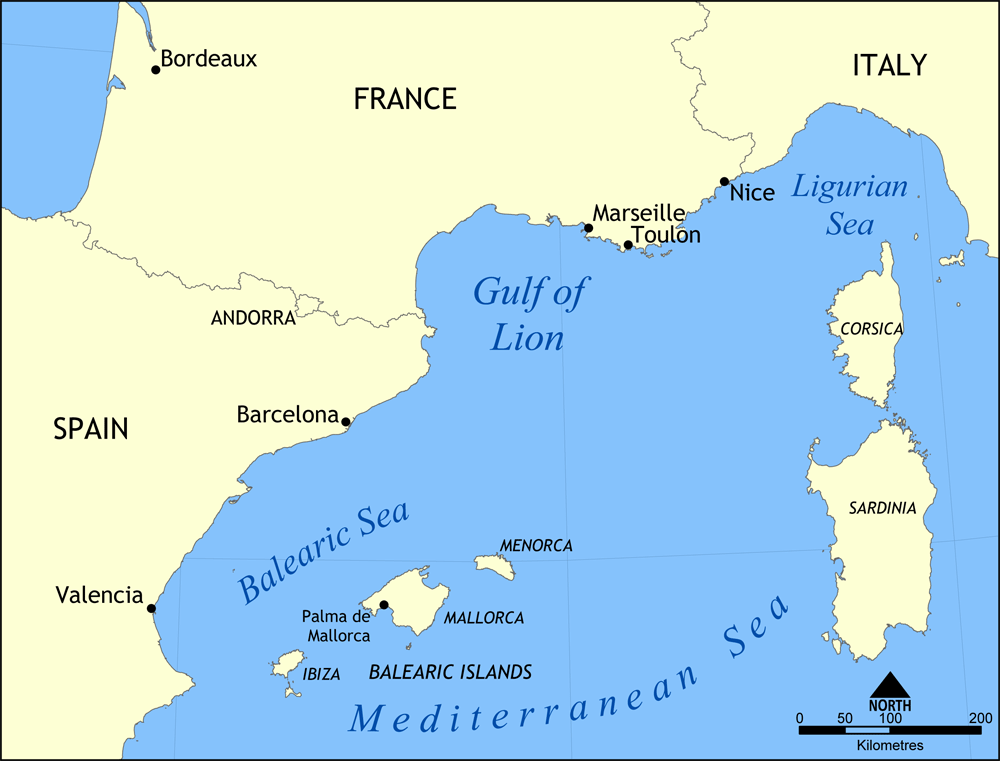
Karta över Lionbukten.

Lionbukten, Lejonbukten (franska: Golfe du Lion; spanska: Golfo de León; katalanska: Golf de Lleó), är en bukt i Medelhavet. Den är belägen vid franska sydkusten, mellan Katalonien i väster och Toulon i öster.
Den här bukten är en av de tre viktigaste "lungorna" i Medelhavet. Från Rhônedalen kommer kalla fallvindar som kyler och syresäter Lionbuktens ytvatten; därpå sjunker ytvattnet som därmed för syre till djupare delar av havet.